# Wasilla
Wasilla ist eine Stadt im Matanuska-Susitna Borough im US-Bundesstaat Alaska. Die Stadt liegt 70 km nördlich von Anchorage im Matanuska-Susitna-Tal zwischen dem Knik Arm, einer Bucht des Cook Inlets, im Süden und den Talkeetna Mountains im Norden. Wenige Kilometer östlich zweigt der George Parks Highway vom Glenn Highway ab und führt durch Wasilla. Das U.S. Census Bureau hat bei der Volkszählung 2020 eine Einwohnerzahl von 9.054 ermittelt.

## Geschichte
Wasilla wurde 1917 mit dem Bau der Alaska Railroad gegründet. Der Name stammt von Chief Wasilla, einem  Häuptling vom Stamme der Dena'ina-Athabasken. Während des Zweiten Weltkriegs war Wasilla Versorgungsstation für den Kohle- und Gold-Bergbau der Gegend. Mit dem Bau des George Parks Highways in den frühen 1970ern entstand eine direkte Verbindung nach Anchorage. Bekannt ist der Ort für den historischen Startpunkt des Iditarod an der aus der Stadt herausführenden Knik-Road. Dieser wurde jedoch für das heutzutage stattfindende sportliche Schlittenhunderennen aus kommerziellen und logistischen Gründen nach Anchorage verlegt. Wasilla hat seit 1974 das Stadtrecht.

## Demografie
Zum Zeitpunkt der Volkszählung im Jahre 2000 (U.S. Census 2000) hatte Wassila CDP 5469 Einwohner auf einer Landfläche von 30,3 km². Das Durchschnittsalter betrug 29,7 Jahre (nationaler Durchschnitt der USA: 35,3 Jahre). Das Pro-Kopf-Einkommen (engl. per capita income) lag bei US-Dollar 21.127 (nationaler Durchschnitt der USA: US-Dollar 21.587). 9,6 % der Einwohner lagen mit ihrem Einkommen unter der Armutsgrenze (nationaler Durchschnitt der USA: 12,4 %). 20,0 % der Einwohner sind deutschstämmig, 14,0 % sind irischer und 10,2 % englischer Abstammung. Etwa 30 % der erwerbstätigen Einwohner der Stadt arbeiten in Anchorage.

## Persönlichkeiten
Von 1996 bis 2002 amtierte Sarah Palin als Bürgermeisterin von Wasilla. Von Dezember 2006 bis Juli 2009 war sie Gouverneurin des Bundesstaates Alaska. Bei den Präsidentschaftswahlen im Jahr 2008 kandidierte sie für die Vizepräsidentschaft unter dem republikanischen Präsidentschaftskandidaten John McCain.
Die Band Portugal. The Man stammt aus Wasilla.